# 시뇨리 광장 (비첸차)
시뇨리 광장(이탈리아어: Piazza dei Signori 피아차 데이 시뇨리[*])은 이탈리아 베네토주 비첸차에 있는 광장이다.
광장에는 17세기에 완성된 성당 바실리카 팔라디아나와 12세기에서 15세기에 걸쳐 지어진 높이 82m의 시계탑 비사라 탑이 세워져있다. 또한 광장의 북서쪽에 직면 베네치아 공화국의 총독 관저로 사용된 팔라초 델 카피타니아토와 산 빈첸초 교회 등이 세워져있다. 광장의 북동쪽에는 베네치아 공화국의 상징인 성 마르코와 성 테오도로의 2개의 원기둥이 서 있다.